# Giambattista Varesco
Giambattista Varesco (1735–1805) foi um músico, poeta e escritor da Itália, mais conhecido por ter sido libretista da ópera de Mozart Idomeneo, Rei de Creta. Variações do seu nome incluem Gianbattista, Giovanni Battista e Girolamo Giovanni Battista. Varesco também editou o libreto de Metastasio para Il re pastore, uma ópera de Mozart menos conhecida.
A comissão de Mozart para Idomeneo veio em 1780 a partir de Carlos Teodoro da Baviera, e Leopold Mozart serviu como intermediário para seu filho. A correspondência entre as partes detalhou a colaboração, e evidenciou a insatisfação do compositor, principalmente pelo tamanho exagerado do texto. Varesco reenviou uma versão reduzida do texto incorporando as sugestões de Mozart, ainda que insistindo que seu texto original deveria ser publicado em sua totalidade.